# Cody Durden
Cody Durden (Covington, Georgia, Estados Unidos, 29 de marzo de 1991) es un artista marcial mixto estadounidense que actualmente compite en la división de peso mosca de Ultimate Fighting Championship (UFC). Desde el 2 de julio de 2024, está en la posición #14 del ranking de peso mosca de UFC.

## Primeros años
Graduado en 2009 de la Escuela Secundaria Eastside, luchó bajo la dirección del antiguo entrenador Michael Smith-Foot y ayudó a llevar a los Eagles a dos campeonatos estatales. A título individual, obtuvo un notable récord de 121-31, ganó cuatro campeonatos de área, dos títulos seccionales y llegó a la final estatal en su último año.
Se le ofreció una beca para la Academia Militar de los Estados Unidos en West Point, Nueva York, pero debido a la llegada de su hijo, tuvo que empezar a trabajar en lugar de estudiar. Tras la invitación de su amigo de toda la vida y artista marcial mixto Travis Knight para entrenar en un gimnasio, empezó a entrenar con regularidad y debutó como aficionado en 2014.
Mientras no se entrena, tiene un trabajo de día como obrero de la construcción y está casado y es padre de dos hijos.

## Carrera en artes marciales mixtas

### Inicios
Su primer combate en 2014 le supuso una derrota contra Francisco Quijada en la promoción amateur National Fighting Championship. Tras esa derrota, encadenó una racha de cinco victorias con el NFC, lo que le llevó a ascender a un nivel más profesional.
Ganó sus primeros cuatro combates profesionales, pero luego sufrió derrotas consecutivas ante Jared Scoggins y Ryan Hollis. Ganó los siete combates siguientes, todos ellos por KO, y se hizo con el Campeonato de Peso Gallo de la FV.

### Ultimate Fighting Championship
Durden debutó en UFC contra Chris Gutiérrez el 1 de agosto de 2020 en UFC Fight Night 173. El combate terminó en un empate.
Durden enfrentó a Jimmy Flick el 19 de diciembre de 2020 en UFC Fight Night 183. Perdió el combate por sumisión en el primer asalto.
Durden enfrentó a Aori Qileng el 20 de noviembre de 2021 en UFC Fight Night 198. Ganó el combate por decisión unánime.
Durden enfrentó a Muhammad Mokaev el 19 de marzo de 2022 en UFC Fight Night 204. Perdió el combate por sumisión en el primer asalto.
Durden enfrentó a JP Buys el 25 de junio de 2022 en UFC on ESPN 38. Ganó el combate por TKO en el primer asalto.
Durden estaba programado para enfentar a Kleydson Rodrigues el 29 de octubre de 2022, en UFC Fight Night 213. Sin embargo, Rodrigues se retiró de la pelea y fue reemplazado por el campeón de peso mosca de Legacy Fighting Alliance Carlos Mota en cuatro días de aviso. Durden ganó la pelea por decisión unánime.
Durden enfrentó a Charles Johnson el 29 de abril de 2023, en UFC on ESPN 45. Ganó la pelea por decisión unánime.
Durden estaba programado para enfrentar a Bruno Gustavo da Silva el 23 de septiembre de 2023, en UFC Fight Night 228. Sin embargo, la pelea fue cancelada ya que Durden fue programado para enfrentarse a Jake Hadley el 5 de agosto de 2023, en UFC on ESPN 50. Ganó la pelea por decisión unánime.
Durden enfrentó a Tagir Ulanbekov el 16 de diciembre de 2023, en UFC 296. Perdió la pelea por sumisión en el segundo asalto.

#### 2024
Durden enfrentó a Bruno Gustavo da Silva el 20 de julio de 2024, en UFC on ESPN 60. Perdió la pelea por TKO en el segundo asalto.
En una semana de aviso, Durden reemplazó a un lesionado Alessandro Costa, para enfrentar a Matt Schnell en una pelea de pesdo gallo el 7 de septiembre de 2024, en UFC Fight Night 242. Ganó la pelea por sumisión en el segundo asalto. Esta pelea lo hizo merecedor de su primer premio de Actuación de la Noche.

## Campeonatos y logros
- Valor Fighting Challenge
  - Campeonato de Peso Gallo de FV (Una vez)

## Récord en artes marciales mixtas
| Récord profesional | Récord profesional | Récord profesional |
| 23 peleas          | 17 victorias       | 5 derrotas         |
| ------------------ | ------------------ | ------------------ |
| Nocaut             | 6                  | 0                  |
| Sumisión           | 6                  | 4                  |
| Decisión           | 5                  | 1                  |
| Empate             | 1                  | 1                  |

| Resultado | Récord | Oponente               | Método                                     | Evento                                  | Fecha                   | Ronda | Tiempo | Localización                 | Notas                                                        |
| --------- | ------ | ---------------------- | ------------------------------------------ | --------------------------------------- | ----------------------- | ----- | ------ | ---------------------------- | ------------------------------------------------------------ |
| Victoria  | 17–6–1 | Matt Schnell           | Sumisión (ninja choke)                     | UFC Fight Night: Burns vs. Brady        | 7 de septiembre de 2024 | 2     | 0:29   | Las Vegas, Nevada            | Actuación de la Noche.                                       |
| Derrota   | 16–6–1 | Bruno Gustavo da Silva | TKO (golpes)                               | UFC on ESPN: Lemos vs. Jandiroba        | 20 de julio de 2024     | 2     | 2:58   | Las Vegas, Nevada            |                                                              |
| Derrota   | 16–5–1 | Tagir Ulanbekov        | Sumisión (Face crank)                      | UFC 296                                 | 16 de diciembre de 2023 | 2     | 4:25   | Las Vegas, Nevada            |                                                              |
| Victoria  | 16–4–1 | Jake Hadley            | Decisión (unánime)                         | UFC on ESPN: Song vs. Simón             | 5 de agosto de 2023     | 3     | 5:00   | Nashville, Tennessee         |                                                              |
| Victoria  | 15–4–1 | Charles Johnson        | Decisión (unánime)                         | UFC Fight Night: Kattar vs. Allen       | 29 de octubre de 2022   | 3     | 5:00   | Las Vegas, Nevada            |                                                              |
| Victoria  | 14-4-1 | Carlos Mota            | Decisión (unánime)                         | UFC Fight Night: Kattar vs. Allen       | 29 de octubre de 2022   | 3     | 5:00   | Las Vegas, Nevada            |                                                              |
| Victoria  | 13-4-1 | JP Buys                | TKO (puñetazos)                            | UFC on ESPN: Tsarukyan vs. Gamrot       | 25 de junio de 2022     | 1     | 1:08   | Las Vegas, Nevada            |                                                              |
| Derrota   | 12-4-1 | Muhammad Mokaev        | Sumisión (guillotine choke)                | UFC Fight Night: Volkov vs. Aspinall    | 19 de marzo de 2022     | 1     | 0:58   | Londres                      |                                                              |
| Victoria  | 12-3-1 | Aori Qileng            | Decisión (unánime)                         | UFC Fight Night: Vieira vs. Tate        | 20 de noviembre de 2021 | 3     | 5:00   | Las Vegas, Nevada            |                                                              |
| Derrota   | 11-3-1 | Jimmy Flick            | Sumisión (estrangulamiento por triángulo)  | UFC Fight Night: Thompson vs. Neal      | 19 de diciembre de 2020 | 1     | 3:18   | Las Vegas, Nevada            | Regreso a peso mosca.                                        |
| Empate    | 11-2-1 | Chris Gutiérrez        | Empate (unánime)                           | UFC Fight Night: Brunson vs. Shahbazyan | 1 de agosto de 2020     | 3     | 5:00   | Las Vegas, Nevada            |                                                              |
| Victoria  | 11-2   | John Sweeney           | TKO (puñetazos)                            | NFC 125                                 | 18 de julio de 2020     | 1     | 1:20   | Conyers, Georgia             |                                                              |
| Victoria  | 10-2   | Varon Webb             | Sumisión (rear-naked choke)                | NFC 124                                 | 7 de marzo de 2020      | 1     | 3:17   | Atlanta, Georgia             |                                                              |
| Victoria  | 9-2    | Dre Miley              | TKO (puñetazos)                            | Valor Fighting Challenge 66             | 1 de noviembre de 2019  | 2     | 4:37   | Knoxville, Tennessee         | Ganó el Campeonato Vacante de Peso Gallo de FV.              |
| Victoria  | 8-2    | Jeremy Rogers          | Sumisión (barra de brazo)                  | Valor Fighting Challenge 59             | 18 de mayo de 2019      | 1     | 0:59   | Kodak, Tennessee             |                                                              |
| Victoria  | 7-2    | Dylan Schulte          | TKO (puñetazo)                             | SCL: Army vs Marines 10                 | 27 de abril de 2019     | 1     | 0:30   | Loveland, Colorado           | Pelea en peso pactado (130 lbs).                             |
| Victoria  | 6-2    | Todd Monroe            | Sumisión (barra de brazo)                  | 864 Fighting Championship 9             | 30 de noviembre de 2018 | 3     | 4:56   | Duluth, Georgia              | Regreso a peso gallo.                                        |
| Victoria  | 5-2    | Todd Monroe            | TKO (puñetazos)                            | 864 Fighting Championship 5             | 21 de julio de 2018     | 1     | 3:15   | Greenville, Carolina del Sur | Pelea en peso pactado (127 lbs).                             |
| Derrota   | 4-2    | Ryan Hollis            | Sumisión (rear-naked choke)                | 864 Fighting Championship 3             | 24 de marzo de 2018     | 2     | 3:39   | Greenville, Carolina del Sur | Pelea en peso pactado (130 lbs).                             |
| Derrota   | 4-1    | Jared Scoggins         | Decisión (unánime)                         | NFC 97                                  | 22 de julio de 2017     | 3     | 5:00   | Duluth, Georgia              | Debut en peso mosca. Por el Campeonato de Peso Mosca de NFC. |
| Victoria  | 4-0    | Dave Morgan            | Sumisión (estrangulamiento por guillotina) | NFC 92                                  | 24 de marzo de 2017     | 1     | 0:39   | Kennesaw, Georgia            |                                                              |
| Victoria  | 3-0    | Devante Sewell         | Decisión (unánime)                         | NFC 88                                  | 11 de noviembre de 2016 | 3     | 5:00   | Atlanta, Georgia             |                                                              |
| Victoria  | 2-0    | Damarcus Holmes        | Sumisión (rear-naked choke)                | NFC 85                                  | 22 de julio de 2016     | 1     | 1:01   | Kennesaw, Georgia            |                                                              |
| Victoria  | 1-0    | Marcus Levester        | TKO (puñetazos)                            | NFC 83                                  | 25 de marzo de 2016     | 1     | 1:30   | Atlanta, Georgia             | Debut en peso gallo.                                         |